# Єлша (Шмартно-при-Літії)
Єлша (словен. Jelša) — поселення в общині Шмартно-при-Літії, Осреднєсловенський регіон, Словенія. 
Висота над рівнем моря: 417,7 м.